# 天主教特伦托总教区
天主教特伦托总教区是罗马天主教在意大利北部设立的一个教区，1929年由特伦托教区升格为特伦托总教区，此前特伦托教区曾是神圣罗马帝国的一个诸侯国。天主教博尔扎诺-布雷萨诺内教区亦属于特伦托教省。